# تاگوچی ۴۴۹۷
سیارک ۴۴۹۷ (به انگلیسی: 4497 Taguchi، نامگذاری:1989AE1) چهار هزار و چهارصد و نود و هفتمین سیارک کشف شده‌است که در ۴ ژانویه ۱۹۸۹ کشف شد.
قدر مطلق سیارک برابر ۱۱٫۵۰ است.